# Novokladóvoie
Novokladóvoie - Новокладовое (rus) - és un poble de l'óblast de Bélgorod, a Rússia. El 2010 tenia 452 habitants. Pertany al districte (raion) de Stari Oskol.